# Глухова, Ольга Евгеньевна
Ольга Евгеньевна Глухова (род. 22 мая 1970, Саратов) — российский учёный-физик, доктор физико-математических наук, профессор, заведующая кафедрой радиотехники и электродинамики Саратовского национального исследовательского государственного университета имени Н. Г. Чернышевского. Автор более 200 работ в области математического моделирования наноструктур и биосистем, материаловедения, физической электроники.

## Профессиональная биография
В 1992 году окончила с отличием физический факультет Саратовского государственного университета имени Н. Г. Чернышевского (СГУ) с присвоением квалификации «Физик». В 1993 году поступила в аспирантуру СГУ. В декабре 1997 года защитила диссертацию «Авто- и термоэлектронная эмиссия матричных катодов и нитей прямого накала (математическое моделирование)» на соискание ученой степени кандидата физико-математических наук по специальности 05.27.02 — Вакуумная и плазменная электроника.
С 1995 по август 2006 года работала на кафедре прикладной физики СГУ в должности лаборанта, инженера, ведущего инженера, ассистента и доцента.
С сентября 2006 по октябрь 2012 года работала на кафедре радиотехники и электродинамики СГУ в должности доцента и профессора.
С октября 2012 года — заведующая кафедрой радиотехники и электродинамики СГУ.
С 2010 года — начальник отдела математического моделирования образовательно-научного института наноструктур и биосистем СГУ.
В 2012—2013 гг. — начальник научно-исследовательской части СГУ.
С 2018 года — старший научный сотрудник лаборатории биомедицинских нанотехнологий Сеченовского Университета.
1 июля 2009 года защитила диссертацию «Теоретический анализ строения и физических свойств углеродных нанокластеров с позиций разработки на их основе наноустройств различного назначения» на соискание ученой степени доктора физико-математических наук по специальностям 05.27.01 — твердотельная электроника, радиоэлектронные компоненты, микро- и наноэлектроника, приборы на квантовых эффектах и 01.04.04 — физическая электроника. Научные консультанты — д.ф.-м.н, академик РАН Ю. В. Гуляев и д.ф.-м.н., профессор Н. И. Синицын.
С 2013 года является членом диссертационного совета Д 212.243.01 (представляемая специальность 05.27.01) по физико-математическим наукам на базе СГУ.

## Научная и педагогическая деятельность

### Основные направления научной деятельности
- Развитие научно-методического аппарата для мультифизического/масштабного исследования наносистем
- Топологические закономерности атомного строения новых наноматериалов
- Квантовый транспорт электронов в твердотельных наноматериалах: контроль электронных характеристик и управление электрофизическими параметрами
- Взаимодействие твердотельных наноматериалов с электромагнитными волнами УФ-видимый-ИК диапазона
- Наноустройства и компонентная база устройств микро-/наноэлектроники на основе гибридных углеродных наноструктур

### Научные достижения
При участии О.Е. Глуховой
1) Разработаны теоретические основы углеродных нанокластеров, являющиеся развитием основных положений вакуумной электроники, физической электроники, теории фуллеренов и атомных кластеров, структурной механики микро- и нанотехники.  Создан научно-методический аппарат, включающий:
- новый алгоритм вычисления координат тубулярных акиральных нанокластеров по трем линейным параметрам, позволяющий, в отличие от известных, ускорить процесс оптимизации атомной структуры в 8-10 раз без существенной потери точности вычислений[4];
- модифицированный для изучения атомной и электронной структуры нанокластеров с типами связей С-С, С-N, Si-C метод сильной связи, обеспечивающий удовлетворительное согласование рассчитанных геометрических и энергетических параметров с экспериментальными[4];
- модифицированный для изучения нерегулярных тубулярных нанокластеров с числом атомов до сотни тысяч эмпирический метод, позволяющий с погрешностью не более 3% рассчитывать геометрические параметры и модули упругости кластера[4];
- новую методику изучения атомного строения, электронной структуры и свойств углеродного нанокластера в пространственно-однородном электростатическом поле, которая содержит алгоритмы численной оценки влияния электрического поля на атомное строение, электронную структуру, алгоритмы расчета поляризуемости и пондеромоторной силы[4];
- новый «метод лупы» для построения термодинамически стабильных суперъячеек новых наноматериалов с неизвестной заранее атомной структурой[6];
- новую методику расчета поля локальных напряжений, справедливость которой подтверждена адекватностью прогнозируемых эффектов действительной картине, определенной экспериментально[7];
- новую методику моделирования энергетически выгодного процесса заполнения нанополостей пористых углеродных материалов атомами различных элементов[8];
- новую методику ускорения расчёта функции пропускания Т(Е) тонких плёнок[9].

2) Проведен цикл работ, направленный на развитие теории автоэлектронной эмиссии углеродных тубулярных наноструктур (УТН). Основными результатами выполнения этих работ стали:
- на основе экспериментальных данных впервые была численно оценена эффективная работа выхода электронов из углеродной нанотрубной пленки[10];
- разработана методика изучения и оценки влияния температурного поля на эмиссионный ток нанотрубной пленки, с помощью которой в рамках Т-модели построены теоретические основы теплового режима электронных устройств с катодом на основе нанотрубной пленки, в которых могут присутствовать лучистый и кондуктивный теплообмен[4];
- впервые установлено влияние пондеромоторных сил на процесс автоэлектронной эмиссии из пленок вертикального ориентированных углеродных нанотрубок[11].

3) Проведен цикл работ, направленный на изучение механических свойств УТН, графена и его модификаций, основными результатами которого стали:
- впервые дана численная оценка модуля Юнга однослойных углеродных нанотрубок zigzag и armchair и установлен факт зависимости параметров упругости нанотрубок от длины. Получены новые физические знания и закономерности, отображающие зависимость параметров упругости от строения, диаметра и длины нанотрубок[4];
- впервые были численно оценены модули упругости и кручения УТН сложных форм (бамбукоподобные нанотрубки и трубки стручкового типа). Доказано, что бамбукоподобные нанотрубки превосходят трубки без перемычек по упругости в случае деформации растяжения и кручения[4];
- выявлены закономерности деформационного поведения и установлены критические значения напряжений атомной сетки графена и его структурных модификаций, графен-нанотрубных композитных структур, а также УТН сложных форм[7][12][13][14].

4) На основе гибридных углеродных соединений типа фуллерен@нанотрубка и двухслойных фуллеренов с нецентральным эффектом были разработаны математические модели новых одночастичных конструктивных элементов функциональных нано-, микро- и макроустройств:
- наноавтоклав для прогнозирования возможности получения низкомолекулярных полимеров[15];
- нанодатчик для определения температуры в области эмитирующих центров автоэмиссионного катода[16];
- наноизлучатель и нанодетектор гига- и терагерцовых волн[17][18];
- впервые была теоретически предсказана возможность существования наногироскопа, представляющего собой углеродный нанокластер, вращающийся в поле удерживающего потенциала внешней оболочки (фуллерена или тубулярного нанокластера)[19].

5) Предложена новая классификация многослойных фуллеренов с высокосимметричными икосаэдрическими и тетраэдрическими оболочками, бездефектных УТН, УТН сложных форм (тороидальных и бамбукоподобных нанотрубок) и УТН с локальными дефектами атомной сетки по закономерностям топологии атомного каркаса.
6) Получены новые знания о закономерностях атомного и электронного строения графен-нанотрубных слоистых композитов с вертикальной и горизонтальной ориентацией нанотрубок между слоями графена. Впервые установлены закономерности квантового транспорта электронов в 2D слоистых структурах колонного графена. 

### Участие в международных научных конференциях
О.Е. Глухова выступала с секционными и пленарными докладами на ряде международных конференций и семинаров по материаловедению и нанотехнологиям. Среди них:
- III International Workshop on Electromagnetic Properties of Novel Materials (18-20 декабря 2018 г., Сколково, Москва), пленарный доклад «Interaction of CNT-films and CNT-graphene composite films with electromagnetic waves of IR-visible-UV range»[20]
- 2nd International Conference on Catalysis and Chemical Engineering (19-21 февраля 2018 г., Париж, Франция), секционный доклад «Single-Shell Carbon Nanotubes Covered by Iron Nanoparticle for Ion-Lithium Batteries: Thermodynamic Stability and Charge Transfer»[21]
- 5th International Conference on Nanotechnology and Materials Science (Nanotek-2017) (16-18 октября 2017 г.,  Дубай, Объединенные Арабские Эмираты), пленарный доклад «Novel hybrid carbon materials and their applications in the development of nanoelectronics and nanophotonics»[22]
- International Conference «Dubna-Nano 2012» (9-14 июля 2012 г., Дубна, Московская область, Россия), секционный доклад «Theoretical Investigation of Properties of Curved Graphene Nanostructures»[23]
- International conference «Dubna-Nano 2010» (5-10 июля 2010 г., Дубна, Московская область, Россия), секционный доклад «Elastic properties of graphenegraphane nanoribbons»[24]

### Редакционная деятельность
О. Е. Глухова является редактором публикаций (Topic Editor) по теме исследования «The Physics, Chemistry, and Applications of Layered Materials in Energy Science» зарубежного научного журнала «Frontiers in Materials» издательства «Frontiers Research Foundation». Является приглашенным редактором (Guest Editor) специального выпуска «Biomedical Application of Carbon Nanostructure Modifications» зарубежного научного журнала «Materials» издательства MDPI. 

### Результаты интеллектуальной деятельности
О. Е. Глухова является автором 12 свидетельств о регистрации программ для ЭВМ и 3 патентов на изобретения. Об интеллектуальных разработках профессора О.Е. Глуховой и ее научной группы рассказывается в статье «Молекулярное моделирование: российский ответ», опубликованной на российском новостном портале «РОСНАУКА», и в интервью О.Е. Глуховой официальной газете администрации города Саратова «Саратовская панорама».

### Преподавание и подготовка научно-педагогических кадров
Под руководством О. Е. Глуховой защищено 6 диссертаций на соискание ученой степени кандидата физико-математических наук, свыше 60 дипломных работ специалистов, бакалавров и магистров.
О. Е. Глуховой разработан цикл авторских учебных курсов по теории и моделированию наноструктур для студентов и аспирантов СГУ: «Введение в физику наноструктур», "Физическое основы работы наносистемной техники, "Физические основы микро- и наноэлектроники, «Гибкая и прозрачная электроника», «Физические явления в молекулярных, твердотельных микро/наноструктур и кластерах», «Структурная механика материалов электронной нано- и микротехники», «Физические основы работы приборов на квантовых эффектах», «Мультимасштабное моделирование процессов в элементах электронных устройств», «Элементная база наноэлектроники», «Молекулярно-механическое моделирование динамики и свойств наноструктур». В настоящее время преподает в СГУ курсы «Квантовая электроника», «Физические основы микро- и наноэлектроники», «Теория конденсированного состояния», «Физические явления в молекулярных твердотельных микро/ наноструктур и кластерах», «Гибкая и прозрачная электроника». Является автором и соавтором 11 учебных и учебно-методических пособий для студентов, магистрантов и аспирантов.  
В качестве приглашенного лектора профессор О. Е. Глухова выступала с авторскими курсами лекций в Объединённом институте ядерных исследований (ОИЯИ), г. Дубна:
1. XI Международная зимняя школа по теоретической физике в рамках программы DIAS-TH «Физика на LHC». ОИЯИ, Дубна, 28 января — 3 февраля 2013 г. Курс лекций: «Мультимасштабное моделирование динамики и свойств наноструктур»;
2. VII Международная зимняя школа по теоретической физике в рамках программы DIAS-TH «Физика на LHC». ОИЯИ, Дубна, 25 января — 5 февраля 2009 г. Курс лекций: «Углеродные нанокластеры как элементы наноустройств».
В 2014 году О. Е. Глухова в качестве приглашенного лектора прочла лекции по математическому моделированию наноструктур и биосистем в университетах и научных центрах Тайваня: Национальном университете Чун-Син (National Chung-Hsing University), Национальном центре высокопроизводительных вычислений (National Center of High Performance Computing) и Национальном университете Чен Кунг (National Cheng Kung University).
Результаты исследований упругости УТН, полученные профессором О. Е. Глуховой, вошли в учебное пособие «Механика материалов и структур нано- и микротехники» О.П. Кормилицына, Ю.А. Шукейло (М.: Издательский центр "Академия", 2008. – 224 с., ISBN 978-5-7695-4093-6, пункт 2.1.8. «Определение упругих постоянных тонких однослойных углеродных нанотрубок типов "зигзаг" и "кресло"»), рекомендованное УМО по образованию в области радиотехники, электроники, биомедицинской техники и автоматизации в качестве учебного пособия для студентов высших учебных заведений, обучающихся по специальности "Проектирование и технология радиоэлектронных средств" направления подготовки "Проектирование и технология электронных средств". 
О. Е. Глухова принимала участие в составлении первой в мире энциклопедии-справочника «Graphene Science Handbook», выпущенной в шести томах издательством CRC Press. Taylor & Francis Group в 2016 году. Данное издание является крупнейшей справочной работой о графене и освещает такие вопросы, как методы изготовления графена, особенности его атомного строения,  электрические, оптические, механические и химические свойства графена, размерные эффекты в графене, а также применение и индустриализация графена. Книга «Graphene Science Handbook» предназначена для студентов, аспирантов и молодых ученых, а также работников вузов и научных институтов, занимающихся изучением графена и его свойств. В четвертом томе энциклопедии «Mechanical and Chemical Properties» описывается универсальная методика численной оценки локальных напряжений атомной сетки наноструктур, разработанная О. Е. Глуховой и апробированная на примере графена и его различных структурных модификаций.
Научные результаты профессора О. Е. Глуховой в области классификации углеродных наноматериалов и изучения их физических свойств вошли в учебник «Nano‐ and Biomaterials: Compounds, Properties, Characterization, and Applications», изданный издательством John Wiley & Sons в 2017 году. Учебник предназначен для студентов, изучающих курс о фундаментальных основах науки о нано- и биоматериалах. Материалы лекций и научных статей профессора О. Е. Глуховой используются в главе 2 Classification of Nanomaterials (пункты 2.2 Fullerenes и 2.3 Carbon Nanotubes) и главе 5 Physical Properties of Nanomaterials: Graphene (пункты 5.5.3 Topology of Hexagonal Lattice и 5.5.4 Physical Properties and Ionization Potential of Graphene). 

### Награды
- Лауреат Национальной премии «Профессор года» (2018 г.)[39]
- Почетная грамота Министерства Образования и науки Российской Федерации за многолетнюю плодотворную работу по развитию и совершенствованию учебного процесса, значительный вклад в дело подготовки высококвалифицированных специалистов (2016 г.)[40]
- Стипендия DAAD в рамках программы «Научные стажировки для ученых и преподавателей вузов» (1-3 месяца) (2012 г.)[40]

## Научные работы
О. Е. Глуховой опубликовано более 100 статей в международных реферируемых изданиях, включая высокорейтинговые журналы, входящие в первый квартиль (Q1) по данным SCImago Journal Rank (SJR индикатор): Journal of Materials Chemistry A, ACS Applied Materials & Interfaces, Nanoscale, Nano Research, Carbon, Scientific Reports, Applied Surface Science, Journal of Physical Chemistry C, Physical Chemistry Chemical Physics, Journal of Computational Chemistry, RSC Advances, Journal of Physical Chemistry B и другие. Является соавтором четырех коллективных монографий в российской печати и редактором одной зарубежной монографии. Имеет главы в четырех зарубежных научных монографиях, индексируемых базами данных Scopus и Web of Science. 
Монография:
Glukhova, O. (Ed.). (2019). 2D and 3D Graphene Nanocomposites. New York: Jenny Stanford Publishing, https://doi.org/10.1201/9780429201509.
Избранные публикации:
- Fedor Fedorov, Maksim A. Solomatin, Margitta Uhlemann, Steffen Oswald, Dmitry A. Kolosov, Anatolii Morozov, Alexey S. Varezhnikov, Maksim A. Ivanov, Artem Grebenko, Martin Sommer, Olga E. Glukhova, Albert G. Nasibulin and Victor Sysoev Quasi-2D Co3O4 Nanoflakes as Efficient Gas Sensor versus Alcohol VOCs // Journal of Materials Chemistry A. 2020. Vol. 8. Iss. 15. P. 7214–7228.
- Michael M. Slepchenkov, Dmitry S. Shmygin, Gang Zhang, Olga E. Glukhova Controlling anisotropic electrical conductivity in porous graphene-nanotube thin films // Carbon. 2020. Vol. 165. P. 139-149.
- E.P. Gilshteyn, S.A. Romanov, D.S. Kopylova, G. V. Savostyanov, A. S. Anisimov, O. E. Glukhova, A. G. Nasibulin Mechanically Tunable Single-Walled Carbon Nanotube Films as a Universal Material for Transparent and Stretchable Electronics // ACS Appl. Mater. Interfaces. 2019. Vol. 11. Iss. 30. P. 27327-27334.
- M.M. Slepchenkov, D.S. Shmygin, G. Zhang, O.E. Glukhova Controlling the electronic properties of 2D/3D pillared graphene and glass-like carbon via metal atom doping // Nanoscale. 2019. Vol. 11. Iss. 35. P. 16414-16427.
- V.V. Mitrofanov, M.M. Slepchenkov, G.Zhang, O.E. Glukhova Hybrid carbon nanotube-graphene monolayer films: Regularities of structure, electronic and optical properties // Carbon. 2017. Vol. 115. P. 803—810.
- N.T.T. Tran, D.K. Nguyen, O.E. Glukhova, M.F. Lin Coverage-dependent essential properties of halogenated graphene: A DFT study // Scientific Reports. 2017. Vol. 7. Article number: 17858.
- M.M. Slepchenkov, A.S. Kolesnikova, G.V. Savostyanov, I.S. Nefedov, I.V. Anoshkin, A.G. Nasibulin, O.E. Glukhova Giga- and terahertz-range nanoemitter based on peapod structure // Nano Research. 2015. Vol. 8. Iss. 8. P. 2595—2602.
- O. Glukhova, M. Slepchenkov Influence of the curvature of deformed graphene nanoribbons on their electronic and adsorptive properties: theoretical investigation based on the analysis of the local stress field for an atomic grid // Nanoscale. 2012. Vol. 4. Iss. 11. P. 3335-3344.
- N.I. Sinitsyn, Yu.V. Gulyaev, G.V. Torgashov, L.A. Chernozatonskii, Z.Ya. Kosakovskaya, Yu.F. Zakharchenko, N.A. Kiselev, A.L. Musatov, A.I. Zhbanov, Sh.T. Mevlyut, O.E. Glukhova Thin films consisting of carbon nanotubes as a new material for emission electronics // Applied Surface Science. 1997. Vol. 111. P. 145-150.